# Алан Шугарт
Алан Шугарт (англ. Alan Shugart) (27 вересня 1930 – 12 грудня 2006) – американський інженер, підприємець і бізнесмен, відомий як засновник сучасної промисловості комп'ютерних дисків.

## Особисте життя
Народився у Лос-Анджелесі. Вищу освіту здобув в University of Redlands, де отримав ступінь з інженерної фізики.

У серпні 1951 року Шугарт уклав шлюб із Естер Марс (до шлюбу Белл), що стала матір'ю 3 його дітей. У серпні 1973 цей шлюб розпався. Він вдруге одружився з Ритою Шугард (до шлюбу Кеннеді), шлюб тривав із 1981 року до його смерті.

## Кар'єра
Свою діяльність розпочав на заводі компанії IBM у Сан-Хосе. He worked on the IBM 305 RAMAC, and rose through a series of increasingly important positions to become the Direct Access Storage Product Manager, responsible for its disk storage products; IBM's most profitable businesses at that time. Among the groups reporting to Shugart was the team that invented the гнучкий диск.
Шугарт приєднався до компанії Memorex у 1969-му, працював на посаді віце-президента відділу обладнання і очолював розробку дискових підсистем серії 3660 (сумісна з IBM 2314) та 3670 (сумісна з IBM 3330). Його команда також розробила Memorex 650 — один з перших доступних комерційно дисководів для флоппі-дисків.
1973 він заснував компанію Shugart Associates, у жовтні 1974 року став її головним виконавчим директором (CEO). Компанію пізніше викупила Xerox, після чого Шугарт і Фініс Коннер заснували фірму Shugart Technology (1979 рік), яка невдовзі змінила назву на Seagate Technology.
Під керівництвом Шугарта компанія Seagate Technology стала найбільшим незалежним світовим виробником дискових пристроїв і супутніх компонентів. У липні 1998 Шугарт залишив свій пост у Seagate.

## Визнання
1997-го року отримав премію імені Рейнольда Джонсона від підрозділу систем збереження інформації IEEE (англ. IEEE Reynold B. Johnson Information Storage Systems Award).
У 2005-му отримав звання дійсного члена (англ. Fellow) Музею комп'ютерної історії «за життєві досягнення, що призвели до створення сучасної індустрії дискових накопичувачів».